# Stretton Sugwas
Stretton Sugwas est une paroisse civile et un village du Herefordshire, en Angleterre.